# George Minne

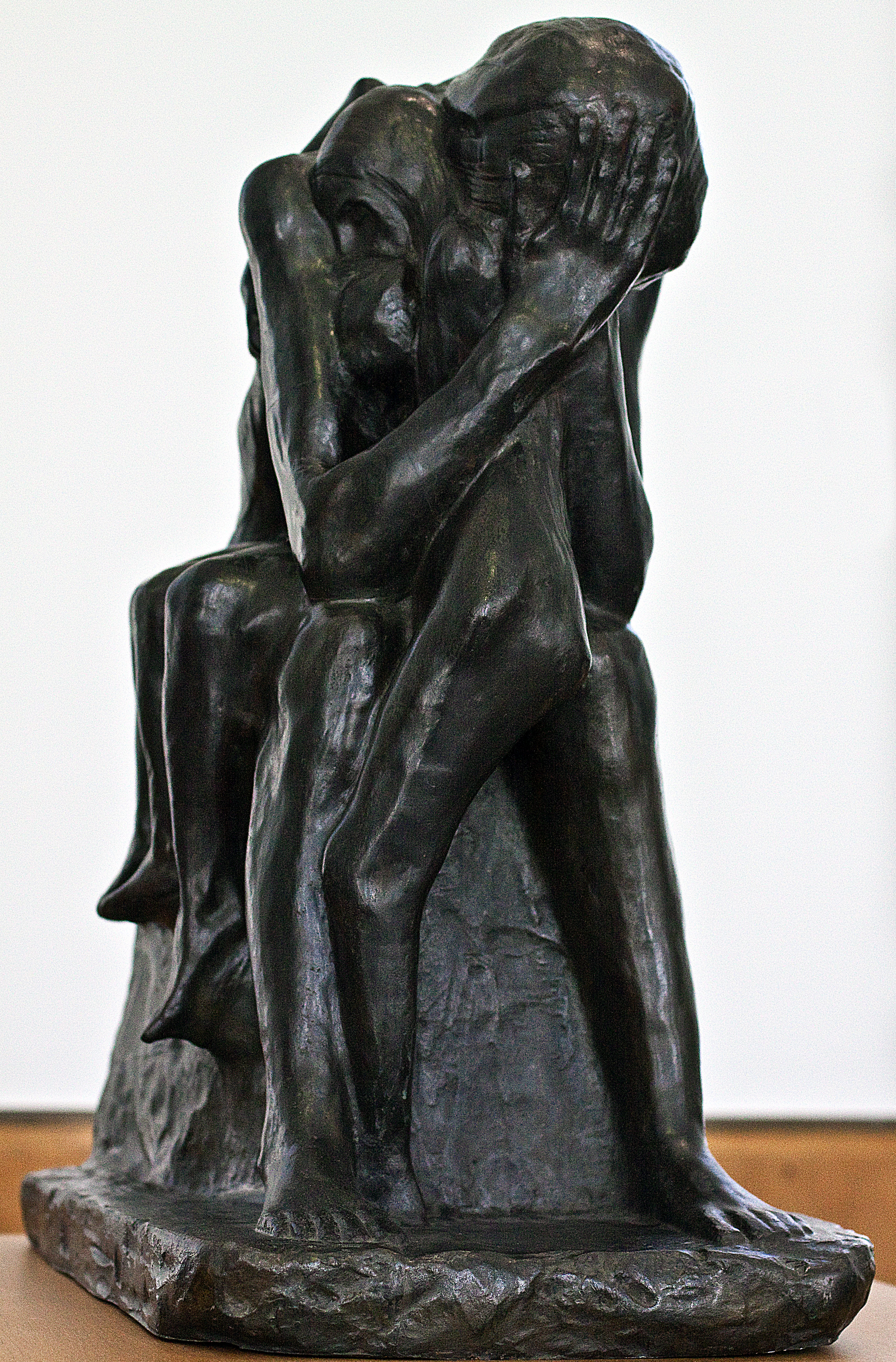
Trauernde Mutter mit zwei Kindern (De Smart), 1888, Museum Boijmans Van Beuningen, Rotterdam

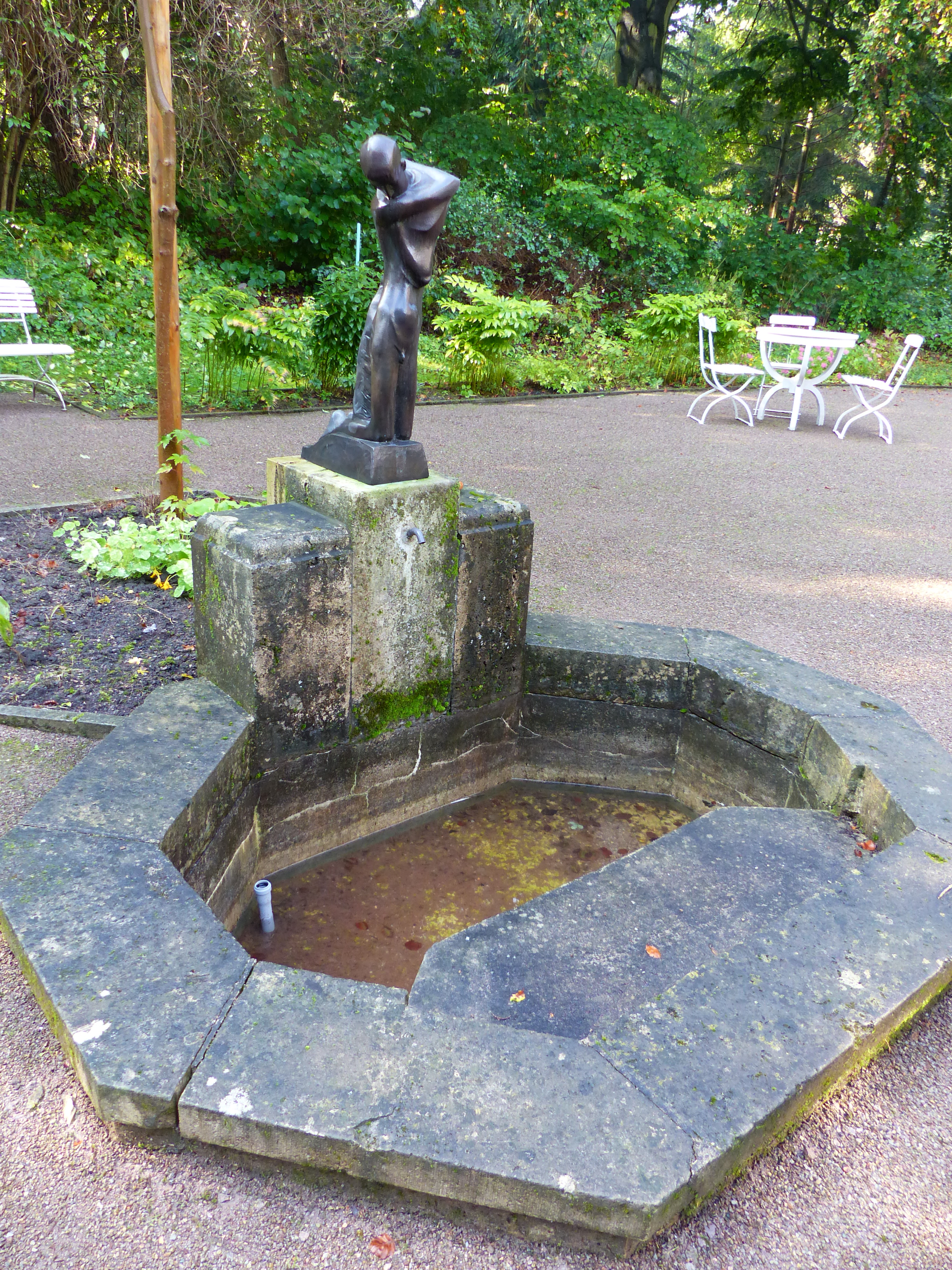
Brunnen mit Figur von George Minne im Garten des Hauses von van de Velde in Weimar

Baron George Minne (* 30. August 1866 in Gent; † 20. Februar 1941 in Sint-Martens-Latem) war ein flämischer Kunstmaler, Zeichner und Bildhauer.

## Leben
George Minne war ab 1880 zunächst Architekturstudent und Schüler von Jean Delvin an der Akademie von Gent. Dort studierte er von 1883 bis 1886 Malerei bei Théodore Channeel und Bildhauerei bei Louis Van Biesbroek. Er war mit dem Autor, Schriftsteller und Nobelpreisträger für Literatur Maurice Maeterlinck befreundet, dessen Werke er illustrierte (Serres, 1886 und Soeur Béatrice, 1900).
Minne war oft zu Gast bei Henry van de Velde. Als Minne seine Skulptur Fraternité („Brüderlichkeit“), ein Denkmal für den Sozialisten Jan Volders eigenhändig zerstörte, war van de Velde davon Zeuge.
1890 stellte er einige seiner Werke im Zusammenhang mit der belgischen Künstlergruppe Les XX aus, der u. a. die Maler James Ensor und Fernand Khnopff angehörten. 1891 wurde auch er Mitglied dieser Künstlergruppe. Im selben Jahr ging George Minne nach Paris, um dort Schüler von Auguste Rodin zu werden, er wurde allerdings abgewiesen.
Von 1895 bis 1896 besuchte er einen Kursus bei Charles van der Stappen an der Akademie Brüssel. 1889 zog er nach Sint-Martens-Latem, um mit den Malern Albinus Van den Abeele, Valerius De Saedeleer, Albert Servaes und Gustaaf Van de Woestijne eine eigene Künstlerkolonie, die Latemse School, ähnlich dem deutschen Worpswede, zu gründen. Der Malstil orientierte sich stark am Symbolismus.
1912 dozierte er kurz an der Genter Akademie. Er flüchtete nach dem Ausbruch des Ersten Weltkriegs mit seiner Frau nach Wales. Nach Kriegsende nahm er seine Lehrtätigkeit wieder auf. 1931 wurde er mit dem Baronstitel geehrt.
1923 wurde er korrespondierendes und 1932 volles Mitglied der Académie royale des Sciences, des Lettres et des Beaux-Arts de Belgique.

## Werk
Das Hauptwerk Minnes liegt in vom mystischen Symbolismus und vom Präraffaelismus geprägten Skulpturen: Zumeist kniende Figuren aus Bronze, beispielsweise Trauernde Mutter mit zwei Kindern, die verhaltenen Schmerz oder Zartheit darstellen. Das 
Museum Folkwang in Essen zeigt in seiner Dauerausstellung La fontaine aux agenouillés (Brunnen mit knienden Knaben, 1905/1906). 